# Jamil Mahuad
Jorge Jamil Mahuad Witt (ur. 29 lipca 1949) – ekwadorski polityk i adwokat.
W latach 1981–1984 pełnił urząd ministra pracy. W 1988 kandydował w wyborach prezydenckich. Był wówczas burmistrzem Quito. 10 sierpnia 1998 został prezydentem Ekwadoru z ramienia chadeckiej Demokracji Ludowej, lecz masowe protesty społeczne sprawiły, że armia w dniu 21 stycznia 2000 pozbawiła go stanowiska.